# 강현주
강현주(1978년 9월 17일 ~ )는 대한민국의 레이싱 모델 겸 대학 교수이다. 현재 대덕대학교 모델학과 교수로 재직 중이다. 종교는 개신교이다.키는170cm.

## 주요 이력
1999년 댄스 팝 음악 그룹 〈스페이스 A〉의 《섹시한 남자》 뮤직 비디오에 첫 단역 출연한 전력이 있고 이후 2001년 미스코리아 인천 선에 당선을 계기로 레이싱 모델로 데뷔하였다. 대한민국 레이싱 모델의 시초를 알리는 레이싱 모델이다. 2003년 6월 초순에는 레이싱 퀸 선발대회에 금상을 수상하였다. 각종 프로그램에 MC를 맡아왔으며 2008년에는 아주자동차대학 레이싱모델학과 교수로 임용되기도 했다. 한때 라디오 경기방송 FM 99.9 음악여행 진행을 맡은 전력이 있다.

## 학력
- 호서대학교 벤처전문대학원 정보경영학과 경영학 석사(2013년)

## 수상 내역
| 연도   | 수상 내역                                                         |
| ------ | ----------------------------------------------------------------- |
| 2001년 | 미스코리아 인천 선                                                |
| 2003년 | 한국 레이싱 퀸 선발대회 레이싱 퀸 금상                            |
| 2006년 | 제3회 자동차의 날 특별공로상                                      |
| 2008년 | 제3회 월드 슈퍼카 코리아투어의 성공기원 레이싱 모델 시상식 공로상 |
| 2010년 | 아시아 모델 시상식 공로상                                         |

## 레이싱 모델 활동
| 연도   | 모델 활동                        |
| ------ | -------------------------------- |
| 2004년 | 자동차생활 자동차 잡지 표지모델  |
| 2005년 | 4월호 자동차잡지 OPTION 표지모델 |
| 2006년 | 7월호 잡지 MAXIM 표지모델        |

## 방송 활동
| 연도                             | 방송 활동                                            |
| -------------------------------- | ---------------------------------------------------- |
| 2005년                           | KMTV 스타연예뉴스 MC                                 |
| 2006년                           | MBN(매일경제TV) 달콤한 부자 MC                       |
| 2007년                           | 이데일리 창업뉴스 '서바이벌 인생역전 창업이 MONEY MC |
| 2007년                           | 티브로드 필름통 영화통 MC                            |
| 2012년                           | 쿠키TV 남녀본색 MC                                   |
| 2012년 7월 30일 ~ 2014년 4월 7일 | 경기방송 FM 99.9 음악여행 DJ                         |

## 교수 임용
| 연도   | 교수 임용                            |
| ------ | ------------------------------------ |
| 2008년 | 아주자동차대학 레이싱모델학 겸임교수 |
| 2009년 | 대덕대학 모델학과 겸임교수           |